# Natroalunite
La natroalunite è un minerale del gruppo dell'alunite. Sono conosciuti due politipi di questa specie, la natroalunite-1c e la natroalunite-2c. La natroalunite-2c precedentemente era classificata come specie a sé stante con il nome di minamiite.
La natroalunite è stata raccolta dal figlio di Johann Friedrich August Breithaupt in alcune miniere a Sierra Almagrera nel Sud della Spagna e da lui descritta nel 1852 con il nome di Alumian ma identificata correttamente nel 1958.
È l'analogo dell'alunite contenente sodio al posto del potassio e da ciò deriva il suo nome.

## Morfologia
La natroalunite è una massa compatta formata da minuscoli cristalli (circa 10 µm di forma romboidale.

## Origine e giacitura
La natroalunite è stata scoperta nello scisto argilloso accompagnata da limonite ed è originata dalla decomposizione della pirite e della galena.